# Clypelliana mejdalanii
Clypelliana mejdalanii är en insektsart som beskrevs av Rodney Ramiro Cavichioli 1998. Clypelliana mejdalanii ingår i släktet Clypelliana och familjen dvärgstritar. Inga underarter finns listade i Catalogue of Life.